# Nikolai Belov (luchador)
Nikolai Belov (Moscú, Unión Soviética, 23 de noviembre de 1919-14 de octubre de 1987) fue un deportista soviético especialista en lucha grecorromana donde llegó a ser medallista de bronce olímpico en Helsinki 1952.

## Carrera deportiva
En los Juegos Olímpicos de 1952 celebrados en Helsinki ganó la medalla de bronce en lucha grecorromana estilo peso medio, tras el luchador sueco Axel Grönberg (oro) y el finlandés Kalervo Rauhala (plata).